# Abdelaziz av Marocko
Abdelaziz eller Abd al-Aziz av Marocko, född 1878, död 1943, var en marockansk sultan.
Han efterträdde 1894 sin far Mulai Hassan I. Abd al-Aziz förkärlek för européer ställde honom i motsatsförhållande till stora delar av hans folk. 1900 vållade honom Frankrikes Sudanpolitik svåra bekymmer, då kriget i Sydafrika hindrade Storbritannien från att hjälpa honom. Han blev 1908 avsatt av sin halvbror Mulai Hafid.